# Muriel Mussells Seyfert
Muriel E. Mussells Seyfert (née Muriel Elizabeth Mussells le 3 février 1909 et morte le 9 novembre 1997) était une astronome américaine surtout connue pour avoir découvert une « nébuleuse annulaire » (nébuleuse planétaire) dans la Voie lactée alors qu'elle travaillait à l'observatoire de l'université Harvard en 1936 en tant que calculateur humain.

## Jeunesse
Muriel est née le 3 février 1909 à Danvers, dans le Massachusetts, fille de George et Stella Mussells.

## Contributions scientifiques
Mussells Seyfert a été employée comme calculateur humain à l'observatoire de l'université Harvard. En examinant des plaques photographiques prises à la station astronomique de Harvard à Bloemfontain , en Afrique du Sud, elle a découvert trois nouvelles nébuleuses annulaires dans la Voie lactée au milieu des années 1930,.

## Artiste
Après avoir déménagé à Nashville, dans le Tennessee, avec son mari, Muriel s'est consacrée à la peinture et a conservé son atelier d'art dans la résidence de l'observatoire (qui est depuis devenue connue sous le nom de Muriel's Retreat en son honneur). Deux de ses portraits, l'un d'Arthur Dyer, homonyme de l'observatoire, et l'autre de son mari, le premier directeur de l'observatoire Carl Keenan Seyfert, sont situés dans l'observatoire Dyer dans un escalier menant au télescope Seyfert,.
Le 18 mars 1952, une exposition nocturne de ses œuvres a eu lieu au Ryman Auditorium, dans le centre-ville de Nashville.

## Vie personnelle
Le 20 mai 1935, Muriel épousa Carl Keenan Seyfert, fondateur et premier directeur de l'observatoire Dyer de l'université Vanderbilt à Nashville, dans le Tennessee. La galaxie de Seyfert et le sextette de Seyfert furent plus tard nommés d'après lui. Le couple eut deux enfants,.
La sœur de Muriel, Sylvia Mussells Lindsay, a également travaillé comme informaticienne à Harvard et a découvert la première galaxie naine, le système Sculptor[pas clair]. Elle a épousé l'astronome Eric Mervyn Lindsay (en).